# 長崎浩
長崎 浩（ながさき ひろし、1937年5月8日- ）は、日本の社会評論家、身体運動学者。元の妻は東大名誉教授の長崎暢子。

## 経歴
東京生まれ。東京大学理学部卒、同大学院修士課程を経て、東京大学物性研究所、東北大学医学部リハビリテーション医学研究施設、東京都老人総合研究所勤務。1986年東北大学医学博士。1999年から東北文化学園大学医療福祉学部教授。2009年退職。
学生時代は1960年安保運動に参加し第一次共産主義者同盟で活動した。全共闘運動には助手共闘の一員として参加する。その後も左翼活動家として著述活動を続けた。
成田空港問題において、成田開港翌年の1979年に三里塚芝山連合空港反対同盟の幹部が政府と締結した覚書（その後情報漏洩により協定は流産となった）の文案は、長崎が書いたものだといわれる。

## 著書
- 『叛乱論』合同出版、1969年
- 『結社と技術—長崎浩政治論集』情況出版、1971年
- 『政治の現象学あるいはアジテーターの遍歴史』田畑書店、1977年
- 『超国家主義の政治倫理』田畑書店、1977年
- 『革命の問いとマルクス主義—階級、自然、国家そしてコミューン』エスエル出版会、1984年
- 『七〇年代を過る—長崎浩対談集』エスエル出版会、1988年
- 『日本の過激派—スタイルの系譜』海燕書房、1988年
- 『1960年代—ひとつの精神史』作品社、1988年
- 『世紀末の社会主義—変革の底流を読む』筑摩書房、1990年
- 『日本人のニヒリズム』作品社、1992年
- 『自然の自浄作用を活かすBMW糞尿・廃水処理システム』農山漁村文化協会、1993年
- 『「細菌」が地球を救う—B・M・W技術の挑戦』東洋経済新報社、1996年
- 『からだの自由と不自由—身体運動学の展望』中公新書、1997年
- 『技術は地球を救えるか—環境問題とテクノロジー』作品社、1999年
- 『思想としての地球—地球環境論講義』太田出版、2001年
- 『動作の意味論—歩きながら考える』雲母書房、2004年
- 『叛乱の六〇年代—安保闘争と全共闘運動』論創社、2010年
- 『共同体の救済と病理』作品社、2011年
- 『革命の哲学—1968叛乱への胎動』作品社、2012年
- 『リアルの行方』海鳥社、2014年
- 『乱世の政治論愚管抄を読む』平凡社新書、2016年
- 『摂政九条兼実の乱世—『玉葉』をよむ』平凡社、2018年
- 『幕末未完の革命—水戸藩の叛乱と内戦』作品社、2019年
- 『叛乱を解放する—体験と普遍史』月曜社、2021年
- 『国体と天皇の二つの身体—未完の日本国家物語』月曜社、2022年
- 『中江兆民と自由民権運動』月曜社、2023年

### 共編著
- 『西部邁ビジネス文明批判—尾根道をたどりながら』西部邁共著 作品社、1986年。
- 『脳卒中の機能評価と予後予測』（中村隆一・細川徹共編） 医歯薬出版、1997年。
- 『臨床運動学』（中村隆一・齋藤宏共著）医歯薬出版、2002年。
- 『基礎運動学』第6版（中村隆一・齋藤宏共編）医歯薬出版、2003年。
- 『運動学実習』第6版（中村隆一・齋藤宏共編）医歯薬出版、2004年
- 『観察による運動・動作分析演習ノート』藤澤宏幸共著 医歯薬出版 2009年